# Преступления на почве страсти
«Преступления на почве страсти» (англ. Crimes of Passion, другое название «Голубая китаянка» англ. China Blue) — американский эротический триллер режиссёра Кена Рассела по сценарию Барри Сэндлера. Главные роли в фильме исполняют Кэтлин Тёрнер, Энтони Перкинс и Джон Лофлин.

## Сюжет
Героиня фильма живёт загадочной двойной жизнью — днем она преуспевающая, очаровательная, но недоступная модельер — дизайнер Джоанна, а вечером — поднаторевшая в изощрённых сексуальных играх проститутка по кличке «Голубая китаянка», воплощение необузданного эротизма и сексуальной раскованности.
Однажды у «Голубой китаянки» появляется новый клиент — частный детектив Грейди. Они вызывают друг в друге такой любовный голод, какого ни один из них прежде не испытывал. С одной стороны, они стыдятся чувств, пробуждённых ими друг в друге, с другой, их взаимно притягивает неукротимое желание и всё основательнее запутывает в сетях, сотканных из греховных соблазнов и опасных страстей.

## Актёрский состав
- Кэтлин Тёрнер — Джоанна Крейн
- Энтони Перкинс — преподобный Питер Шейн
- Джон Лофлин — Бобби Грейди
- Энни Поттс — Эми Грейди
- Брюс Дэвисон — Донни Хоппер
- Ивонн Маккорд — Шейла
- Стивен Ли — Джерри
- Луиз Сорель — Клаудия

## Принятие
На интернет-агрегаторе Rotten Tomatoes фильм имеет рейтинг 36% на основе 11 рецензий. Metacritic дал ему 52 балла из 100 возможных на основе 36 рецензий, что соответствует статусу «смешанные или средние отзывы».